# Urho August Orola
 Urho August Orola (né Åberg en 1887 à Nurmijärvi et mort le 5 décembre 1942 à Leppävaara) est un architecte finlandais.

## Biographie
De 1918 à 1925, il fait partie du célèbre cabinet  Borg–Sirén–Åberg. 

## Ouvrages

### Cabinet Borg–Sirén–Åberg
- Ludviginkatu 8, Helsinki, 1919[1]
- Kolmiotalo, Oulu – 1923
- Helsingin Virkamies – 1924[2]
- Sammonkatu 1, Etu-Töölö, Helsinki – 1924[2]
- Château d'eau d'Intiö (fi), Oulu, 1925

## Galerie

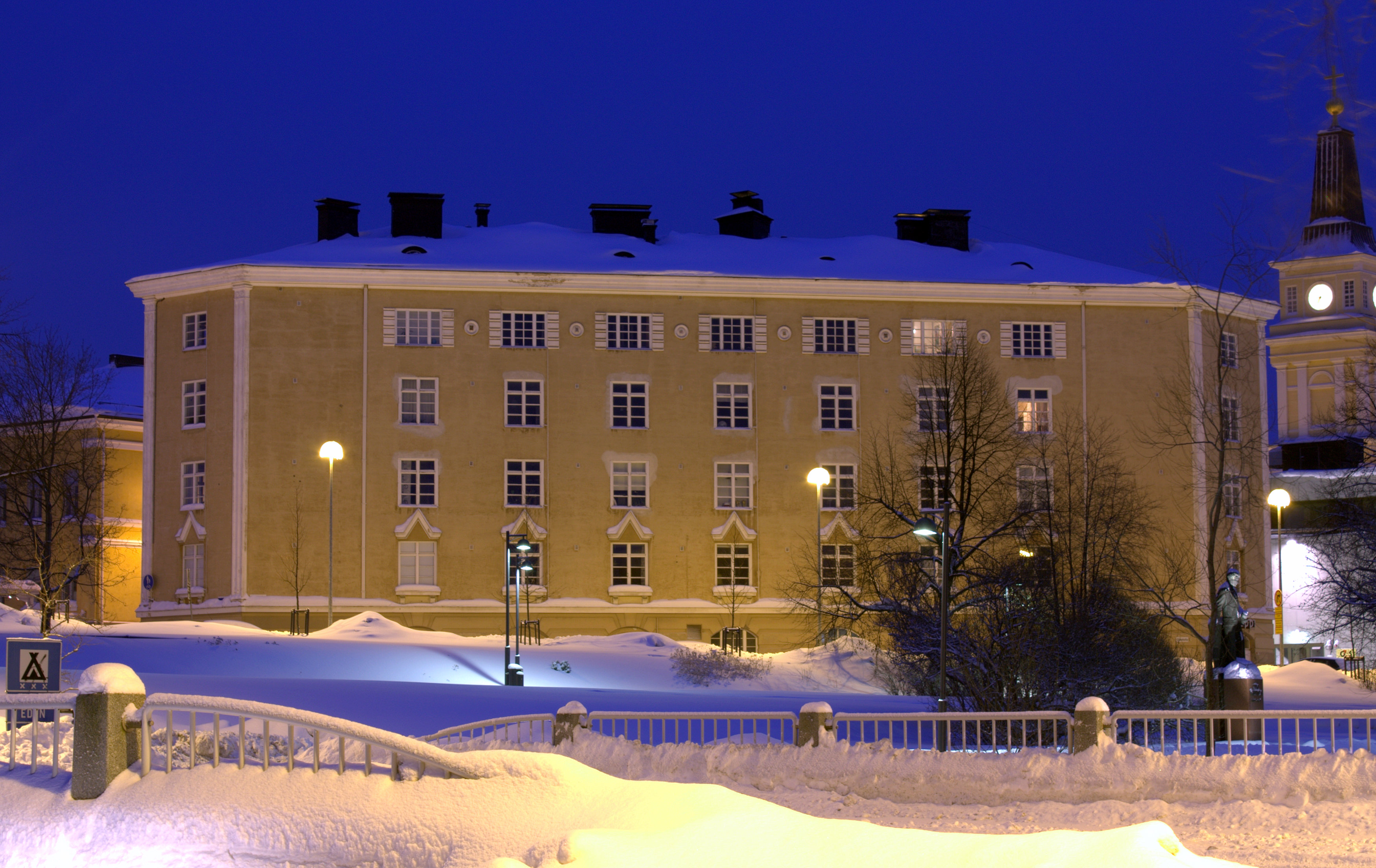
Kolmiotalo, Oulu
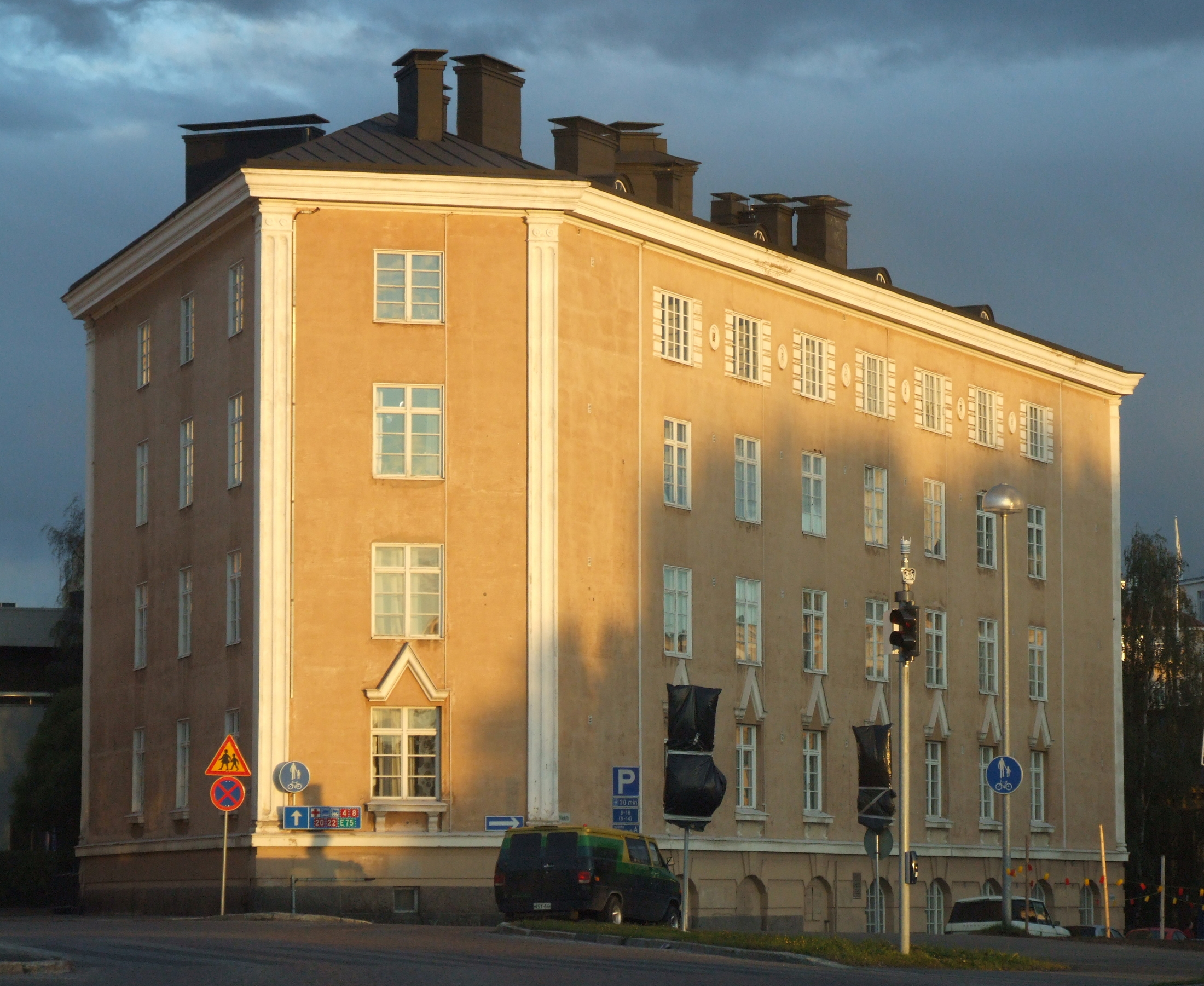
Kolmiotalo, Oulu
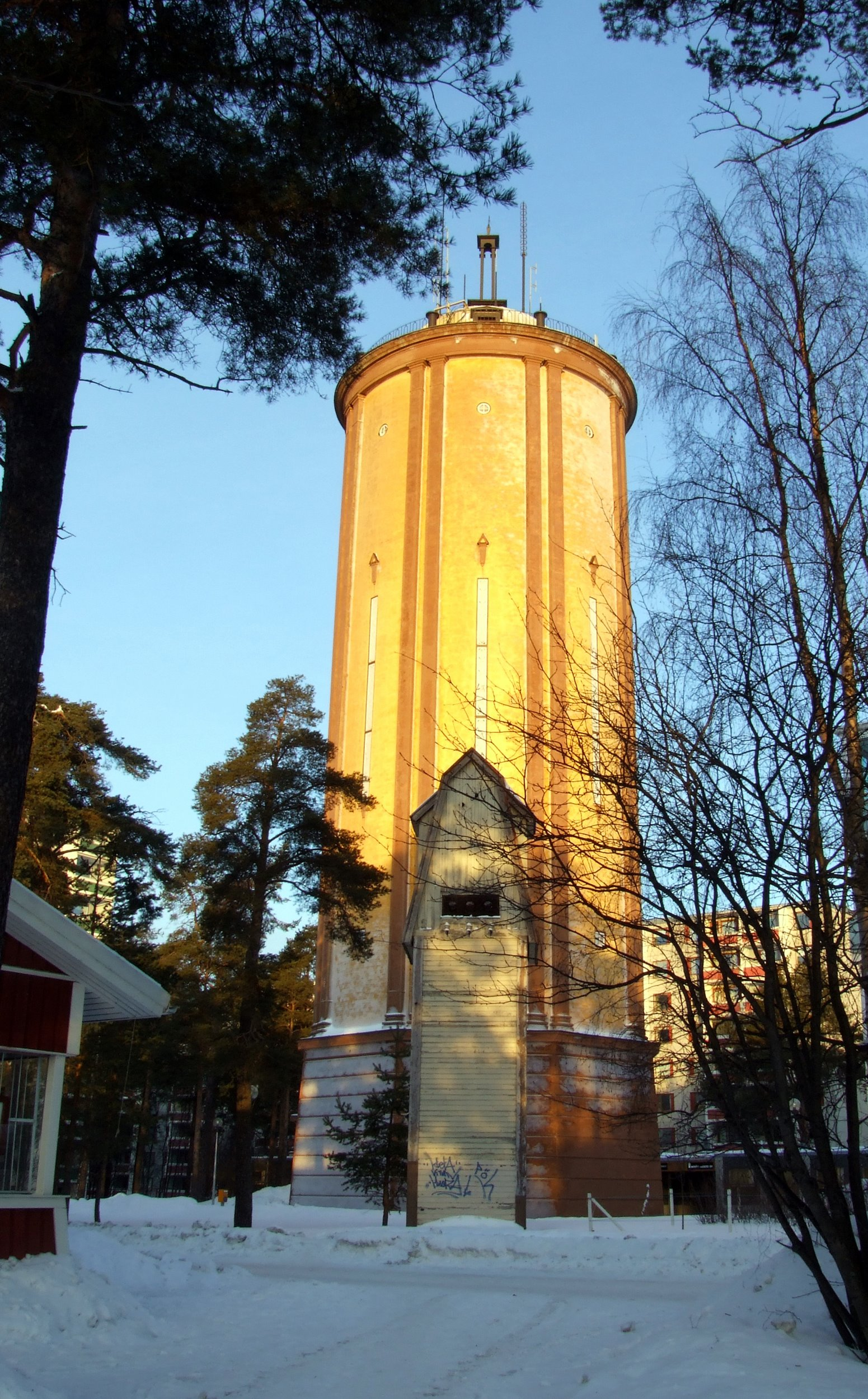
Château d'eau d'Intiö, Oulu